# Lobatus costatus
El caracol blanco o lanceta (Lobatus costatus) es una especie de molusco perteneciente a la familia Strombidae.

## Clasificación y descripción de la especie
La concha de este gasterópodo es de color blanco, aunque muchas veces la parte externa se ve de color café por los epibiontes que pueden colonizarla. De forma cónica, con el ápice puntiagudo. La primera vuelta está finamente reticulada, mientras que las siguientes presentan únicamente unos nódulos en la parte superior. El opérculo es de color plateado. La cabeza suele estar bien desarrollada y cuenta con una larga probóscide y un par de ojos bien desarrollados. Los adultos presentan un labio externo engrosado y una apertura de color lechoso. La concha de este gasterópodo es muy grande, pudiendo alcanzar hasta 20 cm de longitud, aunque la talla normal es entre 12 y 16 cm. Es una especie herbívora.

## Distribución de la especie
Este gasterópodo marino se encuentra ampliamente distribuido en el mar Caribe, y en el área continental desde Carolina del Norte (Estados Unidos) hasta Brasil.

## Hábitat
Habita en zonas poco profundas de pastos marinos y zonas arenosas, entre los 2 y los 55 m de profundidad.

## Estado de conservación
No se encuentra bajo ningún estatus de protección. En México, su captura está regulada por Norma Oficial Mexicana NOM-013-PESC-1994. Con el declive de las poblaciones de Lobatus gigas (con el nombre en la Norma de Strombus gigas) a partir de 1970 la especie Lobatus costatus (con el nombre en la Norma de Strombus costatus) comenzó a ganar popularidad entre los recolectores de conchas, debido a su gran tamaño, por lo que las poblaciones están siendo afectadas.